# Phú Nhuận, thành phố Bến Tre
Phú Nhuận là một xã cũ thuộc thành phố Bến Tre, tỉnh Bến Tre, Việt Nam.
Xã được sáp nhập vào phường An Hội vào ngày 16 tháng 6 năm 2025.

## Địa lý
Xã Phú Nhuận nằm ở phía nam thành phố Bến Tre, có vị trí địa lý:
- Phía đông giáp xã Nhơn Thạnh
- Phía tây và phía bắc giáp xã Mỹ Thạnh An
- Phía nam giáp huyện Giồng Trôm.

Xã có diện tích 5,07 km², dân số năm 1999 là 3.570 người, mật độ dân số đạt 704 người/km².

## Hành chính
Xã Phú Nhuận được chia thành 4 ấp: 1, 2, 3, 4.

## Lịch sử
Trước đây, xã Phú Nhuận thuộc huyện Giồng Trôm.
Ngày 15 tháng 3 năm 1984, Hội đồng Bộ trưởng ban hành Quyết định 46-HĐBT. Theo đó, sáp nhập xã Phú Nhuận vào thị xã Bến Tre.
Ngày 16 tháng 6 năm 2025, Ủy ban Thường vụ Quốc hội ban hành Nghị quyết số 1687/NQ-UBTVQH15 về việc sắp xếp các đơn vị hành chính cấp xã của tỉnh Vĩnh Long năm 2025. Theo đó, sắp xếp toàn bộ diện tích tự nhiên, quy mô dân số của phường An Hội và các xã Mỹ Thạnh An, Phú Nhuận và Sơn Phú thành xã mới có tên gọi là phường An Hội.